# Quadragesimo anno
Quadragesimo anno est une encyclique du pape Pie XI, publiée le 15 mai 1931, 40 ans après Rerum Novarum (d'où son nom qui, en latin, signifie « dans la quarantième année »). Écrite en réponse à la Grande Dépression, elle préconise l'établissement d'un ordre social fondé sur le principe de subsidiarité.
Le principe d'association défendu par le pape n'est pas en soi un appui au corporatisme, comme l'explique Michael Novak dans son livre The Principle of Democratic Capitalism.
Certaines de ses caractéristiques corporatistes partagent la même analyse économique anticapitaliste et anticommuniste que le fascisme, y compris l'idée de représentation par vocation et position sociale, plutôt que la simple démocratie.
Quadragesimo anno contient aussi une condamnation sans appel du communisme, du socialisme mais aussi des conditions sociales qui favorisent leur essor. Pie XI invite le socialisme à prendre ses distances avec le totalitarisme communiste au nom de la dignité humaine.
Le libéralisme est mentionné comme totalement incapable de résoudre correctement le problème social ; le socialisme comme pouvant plonger la société humaine dans de grands dangers.
Pie XI annonce ainsi à l'alinéa 120 : « Personne ne peut être à la fois bon catholique et vrai socialiste ».
L'objectif est de dissuader les travailleurs chrétiens qui seraient tentés par les idées socialistes, qu'ils s'en tiennent à la charité chrétienne sans remettre en cause l'ordre établi (divinement).[non neutre]

## Source
- (en) Cet article est partiellement ou en totalité issu de l’article de Wikipédia en anglais intitulé « Quadragesimo Anno » (voir la liste des auteurs).